# Associazione Calcio Trento 1973-1974
Questa voce raccoglie le informazioni riguardanti l'Associazione Calcio Trento nelle competizioni ufficiali della stagione 1973-1974.

## Rosa
| N. |                   | Ruolo | Calciatore        |
| -- | ----------------- | ----- | ----------------- |
|    | Italia (bandiera) | C     | Gino Andreatta    |
|    | Italia (bandiera) | C     | Tullio Andreatta  |
|    | Italia (bandiera) | D     | Marino Apostoli   |
|    | Italia (bandiera) | A     | Lucio Bertogna    |
|    | Italia (bandiera) | P     | Leonorio Borghese |
|    | Italia (bandiera) | P     | Giorgio Caliari   |
|    | Italia (bandiera) | D     | Walter Dal Dosso  |
|    | Italia (bandiera) | D     | Eliseo Fabbro     |
|    | Italia (bandiera) | A     | Luigi Frigo       |
|    | Italia (bandiera) | D     | Sergio Gava       |

| N. |                   | Ruolo | Calciatore          |
| -- | ----------------- | ----- | ------------------- |
|    | Italia (bandiera) | C     | Fabrizio Larini     |
|    | Italia (bandiera) | D     | Gianfranco Marchi   |
|    | Italia (bandiera) | A     | Fernando Milanesi   |
|    | Italia (bandiera) | A     | Giancarlo Mongitore |
|    | Italia (bandiera) | A     | Mariano Perotti     |
|    | Italia (bandiera) | C     | Salvatore Rampanti  |
|    | Italia (bandiera) | D     | Gian Paolo Sartori  |
|    | Italia (bandiera) | A     | Claudio Scocchi     |
|    | Italia (bandiera) | C     | Giovanni Sgarbossa  |
|    | Italia (bandiera) | C     | Alberto Vergani     |